# Jan Lievens

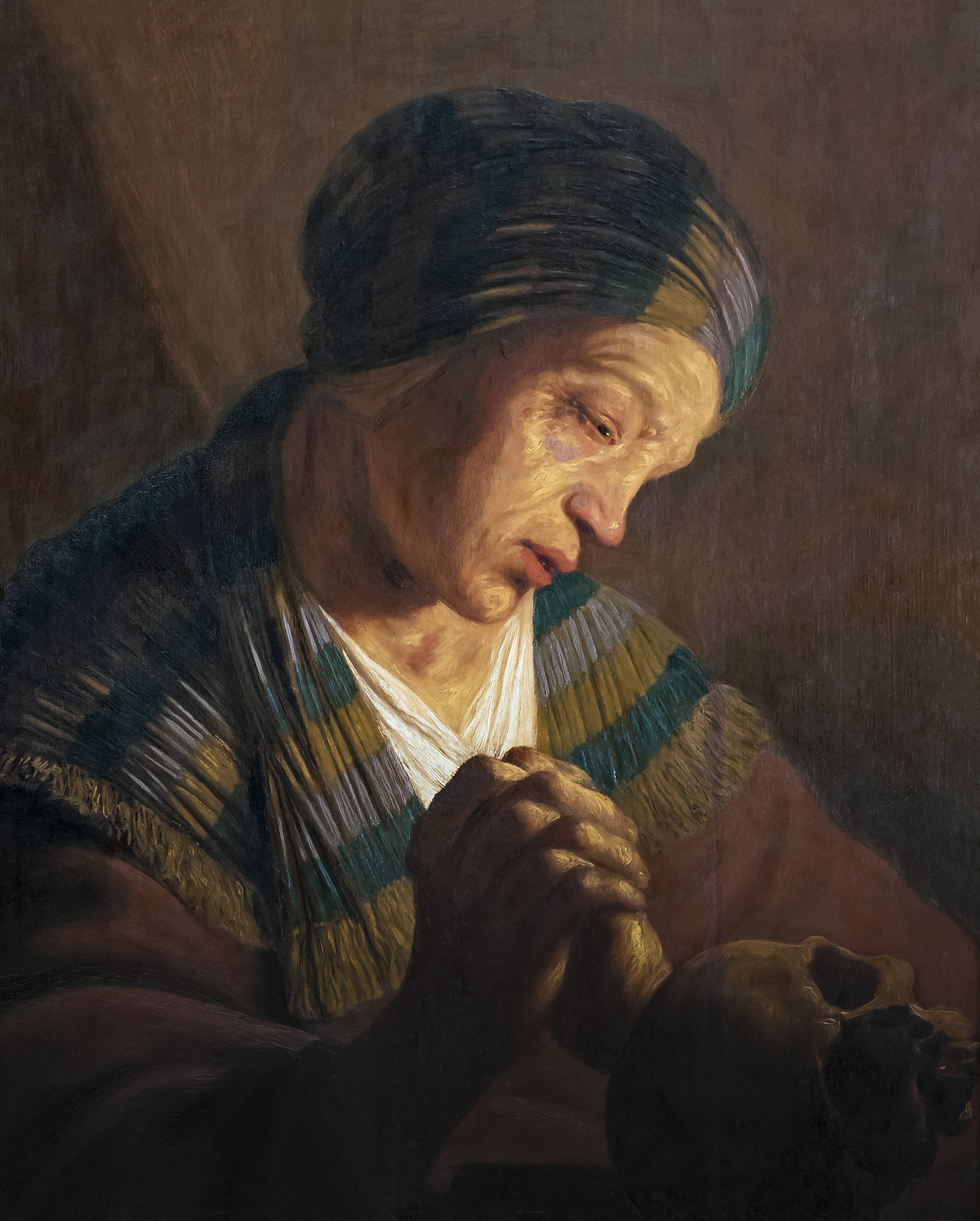
Magdalena por Jan Lievens (Museo de la Chartreuse de Douai).

Jan Lievens (Leiden, 24 de octubre de 1607 - Ámsterdam, 4 de junio de 1674) fue un pintor holandés.
En su juventud estudió con Pieter Lastman. Después de varios años como aprendiz, comenzó su carrera como artista independiente a los doce años. Colaboró y compartió un estudio con Rembrandt en la década de 1620. Pintaba cuadros en formatos mayores que Rembrandt, aunque se le juzga menos expresivo. A pesar de la diferencia de calidad, diversas obras de Lievens han solido confundirse como de Rembrandt. 
Dividió su vida entre Amberes e Inglaterra, donde estuvo entre 1632 y 1644. Durante su estancia en Inglaterra hizo un retrato de Thomas Howard, y resultó influenciado por la obra de Anthony van Dyck. 

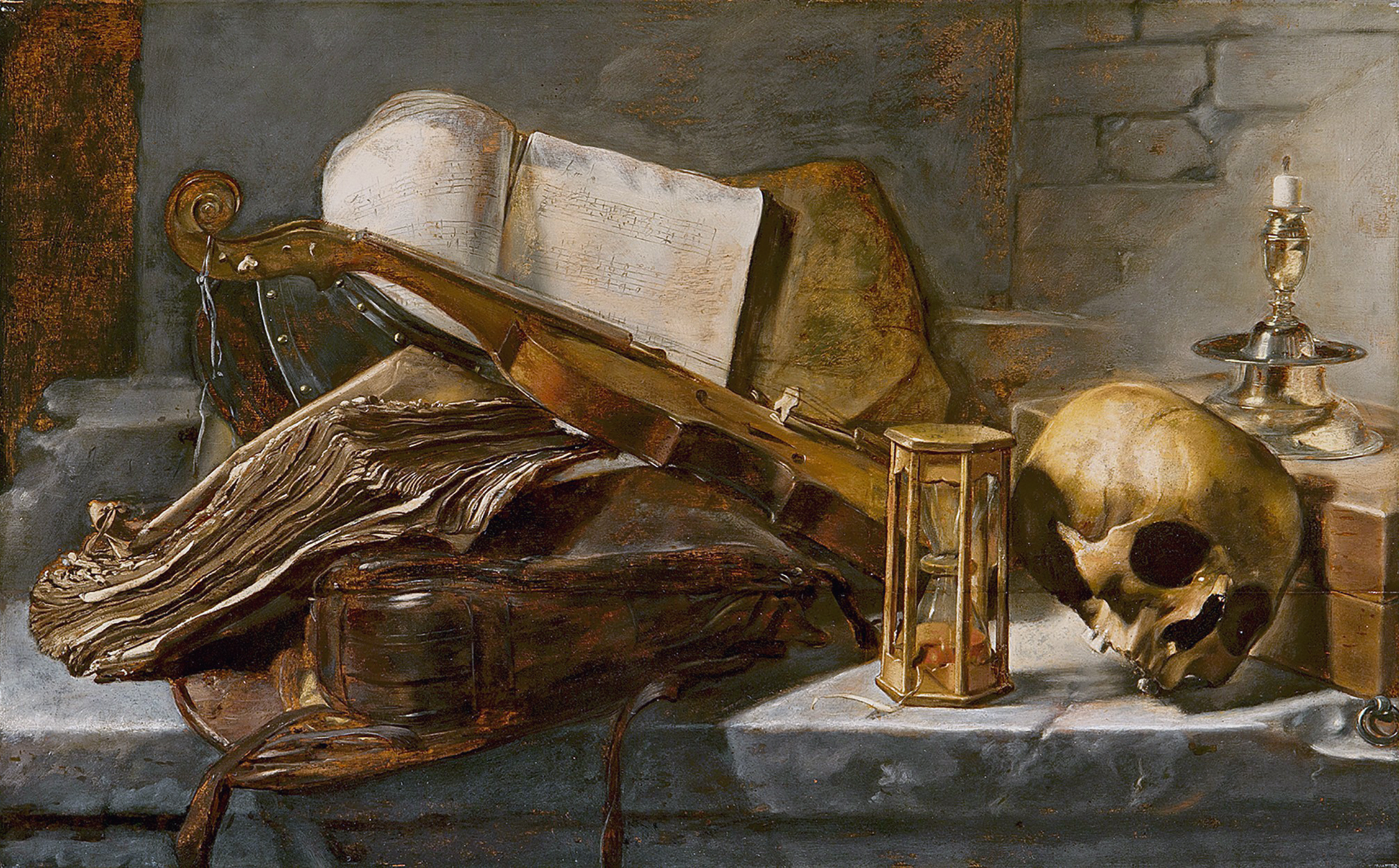
Vanitas. Atribuido a Lievens desde 2015.

Sufrió dificultades financieras importantes, por lo que a su muerte, su familia evitó reclamar cualquier herencia por temor a las deudas. 
Una de sus pinturas más peculiares, Susana y los viejos, se da por perdida, si bien se conoce por un grabado de Jan van Vliet.
El único ejemplo conocido de Lievens en España es un Paisaje con el descanso en la huida a Egipto, en el Museo Thyssen-Bornemisza de Madrid.